# Salim Lamrani
Salim Lamrani (...) è un docente e scrittore francese.
Tiene corsi all'Università Parigi-Descartes e all'Università di Marne la Vallée. Scrive principalmente sul Venezuela e su Cuba, e sui loro rapporti con gli Stati Uniti d'America.

## Opere
- Il terrorismo degli Stati Uniti contro Cuba, Pantin, Le Temps des Cerises, 2005, ISBN 2-84109-587-8.
- Cuba face à l'Empire, Ginevra, Éditions Timéli, 2006, ISBN 2-940342-15-6.
- Fidel Castro, Cuba et les États-Unis, Pantin, Le Temps des Cerises, 2006, ISBN 2-84109-636-X.
- Double morale. Cuba, l'Union européenne et les droits de l'Homme, Parigi, Éditions Estrella, 2008, ISBN 978-2-9531284-0-6.
- Cuba. Ce que les médias ne vous diront jamais, Parigi, Éditions Estrella, 2009, ISBN 978-2-9531284-1-3.
- The economic war against Cuba, New York, Monthly Review Press, 2013, ISBN 978-1-58367-340-9.